# Fäbodsjön
Der Fäbodsjön liegt auf Södra Ulvön und ist der einzige See der Insel. Seine Zuflüsse sind drei kleine Bäche, die aus Südost, Süden und Nordwest kommen. Der einzige Abfluss ist ein nach Norden fließender Bach, der in den Ulvösundet mündet. Die Ufer des Fäbodsjön sind unbewohnt. Am Ostufer befinden sich teilweise steile Klippen und Tannenwald, die restlichen Ufer sind flacher und ebenfalls bewaldet. Die gesamte Uferkante ist mit Erlen bewachsen, im Wasser gibt es bis auf das Ostufer Seerosen und Schilfrohr. Die Fauna des Sees besteht aus Flussbarschen und Hechten.